# Corinth (Georgia)
Corinth is een plaats (town) in de Amerikaanse staat Georgia, en valt bestuurlijk gezien onder Coweta County en Heard County.

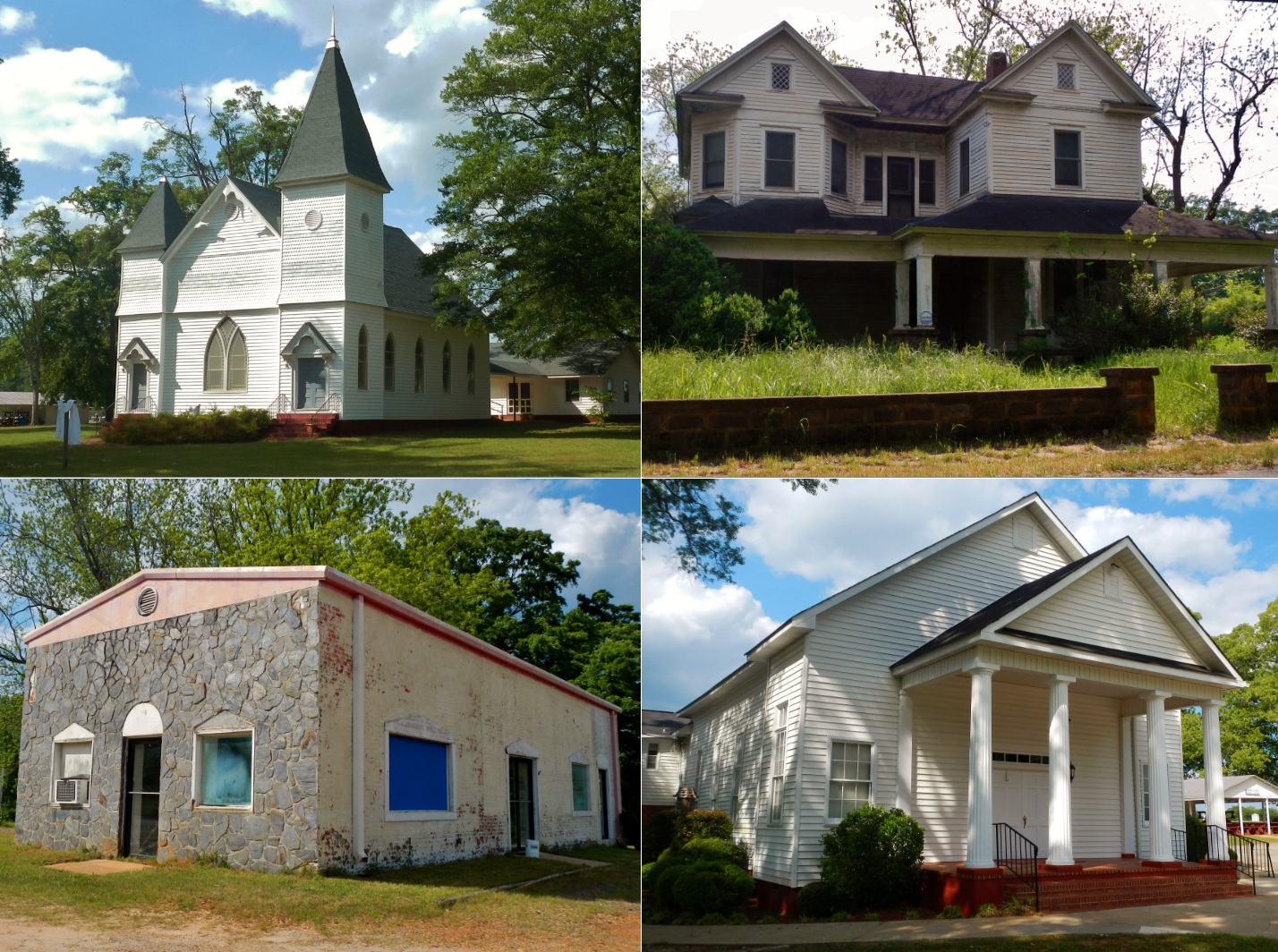
Gebouwen in Corinth

## Demografie
Bij de volkstelling in 2000 werd het aantal inwoners vastgesteld op 213.

## Geografie
Volgens het United States Census Bureau beslaat de plaats een oppervlakte van
2,3 km², geheel bestaande uit land.

## Plaatsen in de nabije omgeving
De onderstaande figuur toont nabijgelegen plaatsen in een straal van 20 km rond Corinth.